# Anacleto Boccalatte
Anacleto Francesco Boccalatte (Cuccaro Monferrato, 14 agosto 1907 – Genova, 18 gennaio 1979) è stato un artigiano e antifascista italiano, combatté i franchisti nella Guerra civile spagnola.

## Biografia
Artigiano calderaio di ideologia comunista, è arrestato a Genova nel 1927 per attività antifascista e poi condannato a tre anni dal Tribunale Speciale. Uscito dal carcere, pur essendo sorvegliato dal regime, riesce a espatriare in Francia, dove è ricercato dall'OVRA.
Nell'ottobre 1936 Boccalatte si arruola nel Battaglione Garibaldi per combattere la Guerra civile spagnola. È Commissario politico della 1ª compagnia, comandata da Guido Picelli..
Combatte a Mirabueno dove, nel gennaio 1937, è ferito al ventre. È lui a rilasciare a un giornale spagnolo del 1938 la testimonianza ufficiale della morte, in battaglia, del suo comandante Guido Picelli, testualmente riportata dalla "Gazzetta di Parma" come segue: «Il 4 gennaio [1937] riprendemmo l’avanzata. Assieme al Battaglione polacco, marciammo alla conquista del Monte di San Cristobal. Su una piccola altura [El Matoral] – dopo qualche chilometro di marcia – sorprendemmo una compagnia di fascisti che si rifugiò nelle trincee costruite sulla cresta. Pacciardi ordinò al grosso delle truppe di fermarsi mentre la nostra prima sezione si trovava in un posto avanzato. Brevi secondi di riflessione: dovevamo proseguire o ritirarci? Noi ci trovavamo in basso; se il nemico fosse arrivato prima di noi sulle alture della collina, ci avrebbe falciati tutti con il fuoco delle sue mitragliatrici. Decidemmo di proseguire, costasse quello che costasse.  A marcia forzata, ci slanciammo all’attacco, ed inviammo un agente di collegamento a Pacciardi per dirgli che facesse proseguire il grosso della truppa. Così fu fatto. Picelli, coraggioso e gagliardo come sempre, alla testa dei militi della nostra compagnia, ci guidava all’attacco ... Fu lui che ci fece rimarcare che su una cresta che dominava una parte delle alture dove ci trovavamo, vi era un nido di mitragliatrici. Dette subito l’ordine di piazzare una mitragliatrice pesante per non essere preso ai fianchi. Io e Picelli con tre o quattro volontari andammo a piazzare la mitragliatrice. Ma prima che ci raggiungesse il grosso della compagnia fummo scoperti e fatti segno a scariche nemiche. Picelli cadde colpito a morte. Accorsero i porta-feriti, ma le scariche di mitragliatrice impedirono il trasporto del nostro capitano. Fummo costretti a metterlo nella barella ed attendere la notte per trasportare la sua salma. Così cadde Guido Picelli, eroe purissimo».
Il regista Giancarlo Bocchi, dopo lunghe ricerche effettuate negli archivi sovietici e spagnoli, sulla scorta della documentazione ivi contenuta, accusa Boccalatte di aver fabbricato una versione della morte di Guido Picelli dubbia e costruita ad arte, a seguito di un ordine impartito da Mosca. La polizia segreta stalinista, che si era già interessata di Picelli quando questi si trovava in URSS, approfittò del conflitto in Spagna, per eliminare i comunisti dissidenti o non propriamente allineati alle direttive di partito. Secondo Bocchi, Anacleto Boccalatte, il testimone principale dell'uccisione del parmense, lavorava a stretto contatto con Pietro Pavanin, collaboratore dell'NKVD (Polizia segreta sovietica).
Nel prosieguo della guerra civile, Boccalatte è dichiarato invalido per le conseguenze del suo ferimento ed adibito a lavori di ufficio ad Albacete. Nel febbraio 1938 rientra in Francia, dove, a seguito dell’occupazione tedesca, è internato fino alla liberazione.